# Torneo del Interior 1987-88
El Torneo del Interior 1987-88 fue la tercera edición de este certamen futbolístico argentino. Su objetivo era, a través de dos torneos zonales, obtener el ascenso al Campeonato Nacional B 1988-89, más la posibilidad de disputar un reducido para ascender a la Primera División
El torneo inició el 11 de octubre de 1987 con la disputa de la Etapa Provincial y finalizó con la definición de los ganadores de las Etapas Regionales el 4 de abril de 1988.
Los ascensos se definieron el 29 de mayo de 1988, con la finalización de los Torneos Zonales, disputados en conjunto con 4 equipos de la Primera B. Estos torneos fueron ganados por el Club Social y Deportivo Estación Quequén y el Club Atlético San Martín de Tucumán, ambos por el Torneo del Interior, quienes a su vez se ganaron el derecho de disputar el Reducido de Ascenso a Primera División, siendo San Martín de Tucumán el ganador del mismo y por ende, de la correspondiente plaza de ascenso a Primera.

## Ascensos y descensos
| Ascendido del TDI 1986-87 al Nacional B 1987-88 |
| ----------------------------------------------- |
| Atlético Tucumán                                |

| Descendidos del Nacional B 1986-87 |
| ---------------------------------- |
| Atlético Concepción                |
| Central Norte (S)                  |
| Unión (VK)                         |

| Incorporados de las ligas regionales |
| --- |
| 117 equipos ganadores de las plazas de sus ligas respectivas. 77 clasificados a la Etapa Provincial, 40 clasificados en forma directa a las Etapas Regionales |

## Formato
El formato de juego del torneo se dividió en tres grandes etapas:

### Etapa provincial
Los equipos se enfrentaron entre sí en cada provincia en un único grupo o en enfrentamientos a eliminación directa (en caso de ser 2 equipos) con excepción de Santa Fe y Buenos Aires que tuvieron 3 y 5 grupos respectivamente. El mejor o 2 mejores de cada grupo y/o provincia, clasificaba a la segunda fase.

### Etapa regional
Todos los equipos clasificados a esta instancia (en forma directa o por haber ganado en la Etapa Provincial), fueron divididos y reagrupados en seis grandes regiones: Norte, Litoral, Oeste, Bonaerense, Cuyo y Sur. De cada región, dos equipos clasificaron a los Torneos Zonales de Ascenso.

### Torneo Zonal
Finalizadas las Etapas Regionales, 12 equipos fueron clasificados a los Torneos Zonales de Ascenso. Los equipos son reagrupados según sus regiones en dos grandes Zonas: Los representantes de las regiones Norte, Litoral y Oeste fueron agrupados en el Zonal Noroeste, mientras que los representantes de las regiones Bonaerense, Cuyo y Sur, en el Zonal Sudeste. Para completar los cuadros, 4 de los mejores equipos clasificados del campeonato de la Primera B (exceptuando al campeón), son incluidos en los torneos, siendo sus plazas asignadas según la posición en la que terminaron el campeonato. De esta última instancia clasificaron el segundo, tercero y cuarto mejor posicionados, más el ganador de un reducido entre los siguientes mejores 8 equipos posicionados (del 5.º al 12.º).

## Equipos participantes

### Etapa Provincial
Ingresaron a a esta instancia 77 equipos representantes de 13 provincias, los cuales fueron reagrupados en diferentes zonas dependiendo de la provincia a la que pertenecían y la proximidad geográfica. En el caso de las provincias de Buenos Aires y Santa Fe, fueron reagrupados en 5 y 3 zonas de entre 4 y hasta 6 integrantes. En tanto que en las demás fueron reagrupados en una única zona, variando la cantidad de participantes.
| Provincia de Buenos Aires        | Provincia de Buenos Aires                              | Provincia de Buenos Aires           | Provincia de Buenos Aires                           |
| Zonas                            | Equipos                                                | Ciudades                            | Ligas                                               |
| -------------------------------- | ------------------------------------------------------ | ----------------------------------- | --------------------------------------------------- |
| Zona 1                           | Club Atlético y Social San Martín                      | Roberts                             | Liga Amateur de Deportes Lincoln                    |
| Zona 1                           | Racing Club de Colón                                   | Colón                               | Liga Deportiva de Colón                             |
| Zona 1                           | Club Atlético Villegas                                 | General Villegas                    | Liga de Fútbol de General Villegas                  |
| Zona 1                           | Fútbol Club Tres Algarrobos                            | Tres Algarrobos                     | Liga de Fútbol del Oeste                            |
| Zona 1                           | Club Social y Deportivo Mechita                        | Mechita                             | Liga Bragadense de Fútbol                           |
| Zona 2                           | Club Deportivo Argentino                               | Pehuajó                             | Liga Pehuajense de Fútbol                           |
| Zona 2                           | Club Atlético Independiente                            | Daireaux                            | Liga Deportiva de Bolívar                           |
| Zona 2                           | Club de Football Ferro Carril Oeste                    | Trenque Lauquen                     | Liga Trenquelauquense de Fútbol                     |
| Zona 2                           | Centro Deportivo Sarmiento                             | Coronel Suárez                      | Liga Regional de Fútbol                             |
| Zona 3                           | Club Alumni Azuleño                                    | Azul                                | Liga de Fútbol de Azul                              |
| Zona 3                           | Club Atlético Defensa                                  | Dolores                             | Liga Dolorense de Fútbol                            |
| Zona 3                           | Club Social y Deportivo Estación Quequén               | Quequén                             | Liga Necochense de Fútbol                           |
| Zona 3                           | Club Deportivo Los del Clan                            | General Madariaga                   | Liga Madariaguense de Fútbol                        |
| Zona 3                           | Club Quilmes                                           | Tres Arroyos                        | Liga Regional Tresarroyense de Fútbol               |
| Zona 4                           | Club Mercedes                                          | Mercedes                            | Liga Mercedina de Fútbol                            |
| Zona 4                           | Club Social, Deportivo y Biblioteca Santa Elena        | Luján                               | Liga Lujanense de Fútbol                            |
| Zona 4                           | Club Unión Progresista                                 | Los Cardales                        | Liga Campanense de Fútbol                           |
| Zona 4                           | Centro de Fomento Cultural y Deportivo Villa Lenci     | La Plata                            | Liga Amateur Platense de Fútbol                     |
| Zona 4                           | Sociedad de Fomento Villa Vallier                      | Belén de Escobar                    | Liga Escobarense de Fútbol                          |
| Zona 5                           | Club Sportivo Baradero                                 | Baradero                            | Liga de Fútbol de Baradero                          |
| Zona 5                           | Club Defensores de Salto                               | Salto                               | Liga Deportiva de Salto                             |
| Zona 5                           | Paraná Fútbol Club                                     | San Pedro                           | Liga Deportiva Sampedrina                           |
| Zona 5                           | Club Atlético Belgrano                                 | Zárate                              | Liga Zarateña de Fútbol                             |
| Zona 5                           | Club Social y Deportivo San Francisco                  | Arrecifes                           | Liga de Fútbol de Arrecifes                         |
| Zona 5                           | Club Social y Deportivo Rivadavia                      | San Antonio de Areco                | Liga Deportiva de San Antonio de Areco              |
| Provincia de Santa Fe            |                                                        |                                     |                                                     |
| Zonas                            | Equipos                                                | Ciudades                            | Ligas                                               |
| Zona 1                           | Club Atlético Ceres Unión Social, Cultural y Deportivo | Ceres                               | Liga Regional Ceresina de Fútbol                    |
| Zona 1                           | Racing Club de Reconquista                             | Reconquista                         | Liga Reconquistense de Fútbol                       |
| Zona 1                           | Huracán Football Club                                  | Vera                                | Liga Verense de Fútbol                              |
| Zona 1                           | Club Colón de San Justo                                | San Justo                           | Liga Santafesina de Fútbol                          |
| Zona 2                           | Club Atlético 9 de Julio                               | Rafaela                             | Liga Rafaelina de Fútbol                            |
| Zona 2                           | Club Atlético Bartolomé Mitre                          | Esperanza                           | Liga Esperancina de Fútbol                          |
| Zona 2                           | Club Atlético El Expreso Mutual y Social               | El Trébol                           | Liga Departamental de Fútbol San Martín             |
| Zona 2                           | Club Renato Cesarini                                   | Rosario                             | Asociación Rosarina de Fútbol                       |
| Zona 3                           | Club Atlético Argentino                                | Firmat                              | Liga Deportiva del Sur                              |
| Zona 3                           | Club Atlético Alumni                                   | Casilda                             | Liga Casildense de Fútbol                           |
| Zona 3                           | Club Atlético Empalme                                  | Empalme Villa Constitución          | Liga de Fútbol Regional del Sud                     |
| Zona 3                           | Club Biblioteca Popular Florentino Ameghino            | Venado Tuerto                       | Liga Venadense de Fútbol                            |
| Zona 3                           | Club Atlético 9 de Julio Mutual, Social y Biblioteca   | Berabevú                            | Liga Interprovincial de Fútbol Dr. Ramón F. Pereyra |
| Provincia de Catamarca           |                                                        |                                     |                                                     |
| Zonas                            | Equipos                                                | Ciudades                            | Ligas                                               |
| Única                            | Club Atlético San Lorenzo de Alem                      | San Fernando del Valle de Catamarca | Liga Catamarqueña de Fútbol                         |
| Única                            | Club Atlético Tiro Federal Argentino                   | Belén                               | Liga Belenense de Fútbol                            |
| Única                            | Club Sportivo Villa Dolores                            | Villa Dolores                       | Liga Chacarera de Fútbol                            |
| Provincia del Chaco              |                                                        |                                     |                                                     |
| Zonas                            | Equipos                                                | Ciudades                            | Ligas                                               |
| Única                            | Club Atlético Alvear                                   | Villa Ángela                        | Asociación de Fútbol del Oeste Chaqueño             |
| Única                            | Asociación Civil, Cultural y Deportiva Libertad        | Charata                             | Liga de Fútbol del Noroeste Chaqueño                |
| Única                            | Club Atlético Juventud Unida                           | Sáenz Peña                          | Liga Saenzpeñense de Fútbol                         |
| Provincia de Corrientes          |                                                        |                                     |                                                     |
| Zonas                            | Equipos                                                | Ciudades                            | Ligas                                               |
| Única                            | Club Atlético y Social APINTA                          | Mercedes                            | Liga Mercedeña de Fútbol                            |
| Única                            | Huracán Football Club                                  | Goya                                | Liga Goyana de Fútbol                               |
| Única                            | Club Atlético Samuel W. Robinson                       | Monte Caseros                       | Liga Deportiva Casereña General San Martín          |
| Única                            | Club Atlético Ferrocarril                              | Paso de los Libres                  | Liga Libreña de Fútbol General Madariaga            |
| Provincia de Entre Ríos          |                                                        |                                     |                                                     |
| Zonas                            | Equipos                                                | Ciudades                            | Ligas                                               |
| Única                            | Club Atlético Almagro                                  | Concepción del Uruguay              | Liga de Fútbol de Concepción del Uruguay            |
| Única                            | Club Deportivo Juventud Unida                          | Gualeguaychú                        | Liga Departamental de Fútbol de Gualeguaychú        |
| Única                            | Club Atlético Libertad                                 | Concordia                           | Liga Concordiense de Fútbol                         |
| Única                            | Club Atlético María Grande                             | María Grande                        | Liga de Fútbol de Paraná Campaña                    |
| Única                            | Club Social y Deportivo San José                       | San José                            | Liga Departamental de Fútbol de Colón               |
| Provincia de Formosa             |                                                        |                                     |                                                     |
| Zonas                            | Equipos                                                | Ciudades                            | Ligas                                               |
| Única                            | Club Atlético 8 de Diciembre                           | Laguna Blanca                       | Liga de Fútbol de Laguna Blanca                     |
| Única                            | Club Social y Deportivo 19 de Marzo                    | Pirané                              | Liga de Piranense de Fútbol                         |
| Única                            | Club Atlético y Social Argentinos del Norte            | Clorinda                            | Liga de Clorindense de Fútbol                       |
| Provincia de La Pampa            |                                                        |                                     |                                                     |
| Zonas                            | Equipos                                                | Ciudades                            | Ligas                                               |
| Única                            | Club Atlético All Boys                                 | Santa Rosa                          | Liga Cultural de Fútbol                             |
| Única                            | Club Teniente Benjamín Matienzo                        | Ingeniero Luiggi                    | Liga Pampeana de Fútbol                             |
| Provincia de La Rioja            |                                                        |                                     |                                                     |
| Zonas                            | Equipos                                                | Ciudades                            | Ligas                                               |
| Única                            | Andino Sport Club                                      | La Rioja                            | Liga Riojana de Fútbol                              |
| Única                            | Club Atlético Newell's Old Boys                        | Chilecito                           | Liga Chileciteña de Fútbol                          |
| Provincia de Misiones            |                                                        |                                     |                                                     |
| Zonas                            | Equipos                                                | Ciudades                            | Ligas                                               |
| Única                            | Club Social y Deportivo Barrio Obrero                  | Puerto Esperanza                    | Liga Eldoradense de Fútbol                          |
| Única                            | Asociación Exalumnos Escuela 185                       | Oberá                               | Liga Regional Obereña de Fútbol                     |
| Única                            | Club Social y Deportivo Luz y Fuerza                   | Puerto Iguazú                       | Liga Regional de Fútbol de Iguazú                   |
| Río Negro - Sur de Buenos Aires  |                                                        |                                     |                                                     |
| Zonas                            | Equipos                                                | Ciudades                            | Ligas                                               |
| Única                            | Club Atlético y Social El Ciclón                       | Carmen de Patagones ()              | Liga Rionegrina de Fútbol                           |
| Única                            | Club Atlético Boca Juniors                             | San Carlos de Bariloche ()          | Liga de Fútbol de Bariloche                         |
| Única                            | Club Social y Deportivo Sol de Mayo                    | Viedma ()                           | Liga Rionegrina de Fútbol                           |
| Única                            | Club de Tiro Federal Argentino Huahuel Niyeo           | Ingeniero Jacobacci ()              | Liga Rionegrina de Fútbol                           |
| Provincia de Salta               |                                                        |                                     |                                                     |
| Zonas                            | Equipos                                                | Ciudades                            | Ligas                                               |
| Única                            | Club Atlético Central Norte                            | Capital                             | Liga Salteña de Fútbol                              |
| Única                            | Club de Gimnasia y Tiro                                | Capital                             | Liga Salteña de Fútbol                              |
| Única                            | Centro Juventud Antoniana                              | Capital                             | Liga Salteña de Fútbol                              |
| Única                            | Club Atlético Independiente                            | Hipólito Yrigoyen                   | Liga Regional de Fútbol del Bermejo                 |
| Única                            | Club Deportivo y Social Vespucio                       | Campamento Vespucio                 | Liga Departamental de Fútbol General San Martín     |
| Única                            | Centro Social, Cultural y Alético Vialidad             | Rosario de la Frontera              | Liga de Fútbol de Rosario de la Frontera            |
| Única                            | Club Social y Deportivo YPF                            | Metán                               | Liga Metanense de Fútbol                            |
| Única                            | Club Instituto Tráfico                                 | Metán                               | Liga Metanense de Fútbol                            |
| Provincia de Santiago del Estero |                                                        |                                     |                                                     |
| Zonas                            | Equipos                                                | Ciudades                            | Ligas                                               |
| única                            | Club Atlético Talleres                                 | Frías                               | Liga Cultural de Fútbol                             |
| única                            | Club Atlético Platense                                 | Añatuya                             | Liga Añatuyense de Fútbol                           |

### Etapa Regional
Un total de 40 equipos obtuvieron su pasaporte a la Etapa Regional de forma directa. En este listado, se detalla la conformación de las respectivas regiones de la Etapa Regional, indicando los grupos en los que fueron divididas, la distribución de esos 40 equipos en cada región y las plazas reservadas para los ganadores de la Etapa Regional.
| Región Norte      | Región Norte                                            | Región Norte                  | Región Norte        | Región Norte                             |
| Zonas             | Equipos                                                 | Ciudades                      | Provincias          | Ligas                                    |
| ----------------- | ------------------------------------------------------- | ----------------------------- | ------------------- | ---------------------------------------- |
| Zona 1            | Club Atlético Ledesma                                   | Libertador General San Martín | Jujuy               | Liga Regional Jujeña de Fútbol           |
| Zona 1            | Club Atlético Almirante Brown                           | San Isidro de Lules           | Tucumán             | Liga Tucumana de Fútbol                  |
| Zona 1            | Club Atlético Central Norte                             | San Miguel de Tucumán         | Tucumán             | Liga Tucumana de Fútbol                  |
| Zona 1            | Clasificado por Salta Capital                           |                               |                     |                                          |
| Zona 2            | Club Atlético Talleres                                  | Perico                        | Jujuy               | Liga Jujeña de Fútbol                    |
| Zona 2            | Club Atlético San Martín                                | San Miguel de Tucumán         | Tucumán             | Liga Tucumana de Fútbol                  |
| Zona 2            | Club Atlético Jorge Newbery                             | Aguilares                     | Tucumán             | Liga Tucumana de Fútbol                  |
| Zona 2            | Clasificado por el Interior de Salta                    |                               |                     |                                          |
| Región Litoral    |                                                         |                               |                     |                                          |
| Zonas             | Equipos                                                 | Ciudades                      | Provincias          | Ligas                                    |
| Grupo A           | Club Atlético Sarmiento                                 | Resistencia                   | Chaco               | Liga Chaqueña de Fútbol                  |
| Grupo A           | Club Sol de América                                     | Formosa                       | Formosa             | Liga Formoseña de Fútbol                 |
| Grupo A           | Clasificado por la Provincia del Chaco                  |                               |                     |                                          |
| Grupo A           | Clasificado por la Provincia de Formosa                 |                               |                     |                                          |
| Grupo B           | Club Atlético Boca Unidos                               | Corrientes                    | Corrientes          | Liga Correntina de Fútbol                |
| Grupo B           | Club Atlético Bartolomé Mitre                           | Posadas                       | Misiones            | Liga Posadeña de Fútbol                  |
| Grupo B           | Clasificado por la Provincia de Corrientes              |                               |                     |                                          |
| Grupo B           | Clasificado por la Provincia de Misiones                |                               |                     |                                          |
| Grupo C           | Club Atlético Belgrano                                  | Paraná                        | Entre Ríos          | Liga Paranaense de Fútbol                |
| Grupo C           | Clasificado por la Provincia de Santa Fe, Zona 1        |                               |                     |                                          |
| Grupo C           | Clasificado por la Provincia de Santa Fe, Zona 2        |                               |                     |                                          |
| Grupo C           | Clasificado por la Provincia de Santa Fe, Zona 3        |                               |                     |                                          |
| Grupo C           | Clasificado por la Provincia de Entre Ríos              |                               |                     |                                          |
| Región Oeste      |                                                         |                               |                     |                                          |
| Zonas             | Equipos                                                 | Ciudades                      | Provincias          | Ligas                                    |
| Grupo A           | Club Atlético Güemes                                    | Santiago del Estero           | Santiago del Estero | Liga Santiagueña de Fútbol               |
| Grupo A           | Club Tiro Federal                                       | Belén                         | Catamarca           | Liga Belenista de Fútbol                 |
| Grupo A           | Clasificado por la Provincia de Santiago del Estero     |                               |                     |                                          |
| Grupo A           | Clasificado por la Provincia de Catamarca               |                               |                     |                                          |
| Grupo B           | Club Atlético Biblioteca y Mutual Argentino             | Marcos Juárez                 | Córdoba             | Liga Bellvillense de Fútbol              |
| Grupo B           | Club Sportivo Belgrano                                  | San Francisco                 | Córdoba             | Liga Regional de Fútbol de San Francisco |
| Grupo B           | Asociación Atlética Estudiantes                         | Río Cuarto                    | Córdoba             | Liga Regional de Fútbol de Río Cuarto    |
| Grupo B           | Club Atlético Aeronáutico Biblioteca y Mutual Sarmiento | Leones                        | Córdoba             | Liga Bellvillense de Fútbol              |
| Grupo B           | Clasificado por la Provincia de La Rioja                |                               |                     |                                          |
| Región Bonaerense |                                                         |                               |                     |                                          |
| Zonas             | Equipos                                                 | Ciudades                      | Provincias          | Ligas                                    |
| Grupo A           | Argentino Oeste Fútbol Club                             | San Nicolás de los Arroyos    | Buenos Aires        | Liga Nicoleña de Fútbol                  |
| Grupo A           | Provincial Fútbol Club                                  | Pergamino                     | Buenos Aires        | Liga de Fútbol de Pergamino              |
| Grupo A           | Clasificado por la Provincia de Buenos Aires, Zona 4    |                               |                     |                                          |
| Grupo A           | Clasificado por la Provincia de Buenos Aires, Zona 5    |                               |                     |                                          |
| Grupo B           | Club Deportivo Norte                                    | Mar del Plata                 | Buenos Aires        | Liga Marplatense de Fútbol               |
| Grupo B           | Club Atlético Estudiantes                               | Olavarría                     | Buenos Aires        | Liga de Fútbol de Olavarría              |
| Grupo B           | Club Atlético y Biblioteca Ferrocarril Sud              | Tandil                        | Buenos Aires        | Liga Tandilense de Fútbol                |
| Grupo B           | Clasificado por la Provincia de Buenos Aires, Zona 3    |                               |                     |                                          |
| Grupo C           | Club Atlético Mariano Moreno                            | Junín                         | Buenos Aires        | Liga Deportiva del Oeste                 |
| Grupo C           | Club Olimpo                                             | Bahía Blanca                  | Buenos Aires        | Liga del Sur                             |
| Grupo C           | Clasificado por la Provincia de Buenos Aires, Zona 1    |                               |                     |                                          |
| Grupo C           | Clasificado por la Provincia de Buenos Aires, Zona 2    |                               |                     |                                          |
| Región Cuyo       |                                                         |                               |                     |                                          |
| Zonas             | Equipos                                                 | Ciudades                      | Provincias          | Ligas                                    |
| Grupo A           | Club Sportivo Desamparados                              | San Juan de la Frontera       | San Juan            | Liga Sanjuanina de Fútbol                |
| Grupo A           | Club Sportivo Independiente Rivadavia                   | Mendoza                       | Mendoza             | Liga Mendocina de Fútbol                 |
| Grupo A           | Atlético Club San Martín                                | San Martín                    | Mendoza             | Liga Mendocina de Fútbol                 |
| Grupo A           | Club Atlético Alianza Futbolística                      | Villa Mercedes                | San Luis            | Liga de Fútbol de Villa Mercedes         |
| Grupo B           | Club Atlético Argentino                                 | San José                      | Mendoza             | Liga Mendocina de Fútbol                 |
| Grupo B           | Sportivo Pedal Club                                     | San Rafael                    | Mendoza             | Liga Sanrafaelina de Fútbol              |
| Grupo B           | Club Sportivo Estudiantes                               | San Luis                      | San Luis            | Liga Sanluiseña de Fútbol                |
| Grupo B           | Club Atlético de la Juventud Alianza                    | Santa Lucía                   | San Juan            | Liga Sanjuanina de Fútbol                |
| Región Sur        |                                                         |                               |                     |                                          |
| Zonas             | Equipos                                                 | Ciudades                      | Provincias          | Ligas                                    |
| Grupo A           | Club Argentinos del Sud                                 | Gaiman                        | Chubut              | Liga de Fútbol Valle del Chubut          |
| Grupo A           | Club Boca Río Gallegos                                  | Río Gallegos                  | Santa Cruz          | Liga de Fútbol Sur                       |
| Grupo A           | Club Atlético Social y Deportivo Estrella del Norte     | Caleta Olivia                 | Santa Cruz          | Liga de Fútbol Norte                     |
| Grupo A           | Club Atlético Jorge Newbery                             | Comodoro Rivadavia            | Chubut              | Liga de Fútbol de Comodoro Rivadavia     |
| Grupo A           | Club Deportivo, Cultural y Social Atlético Río Grande   | Río Grande                    | Tierra del Fuego    | Liga Oficial de Fútbol de Río Grande     |
| Grupo B           | Unión Deportiva Catriel                                 | Catriel                       | Río Negro           | Liga Deportiva Confluencia               |
| Grupo B           | Club Atlético Independiente                             | Neuquén                       | Neuquén             | Liga de Fútbol del Neuquén               |
| Grupo B           | Club Atlético Pacífico                                  | Neuquén                       | Neuquén             | Liga de Fútbol del Neuquén               |
| Grupo B           | Clasificado por la Provincia de La Pampa                |                               |                     |                                          |
| Grupo B           | Clasificado por la Provincia de Río Negro               |                               |                     |                                          |

### Equipos de laPrimera B Metropolitana
Para completar los cuadros clasificatorios de los Torneos Zonales, se dispuso la integración en este torneo de 4 equipos del Campeonato 1987-88 de la Primera B Metropolitana, con excepción del campeón de dicho torneo. Para esta temporada, clasificaron directamente a los Torneos Zonales el segundo, tercero y cuarto mejores clasificados, mientras que la última plaza fue puesta en juego en un reducido disputado entre los siguientes 8 mejores posicionados tras estos cuatro. El ganador de ese reducido, accedía a la plaza restante. En consecuencia, los cuatro equipos clasificados para el Torneo Zonal fueron los siguientes:
| Pos  | Equipo            | Pts | PJ | PG | PE | PP | GF | GC | Dif |
| ---- | ----------------- | --- | -- | -- | -- | -- | -- | -- | --- |
| 01.º | Talleres (RdE)    | 38  | 30 | 13 | 12 | 5  | 38 | 23 | 15  |
| 02.º | Almagro           | 38  | 30 | 15 | 8  | 7  | 45 | 26 | 19  |
| 03.º | Nueva Chicago     | 36  | 30 | 10 | 16 | 4  | 40 | 25 | 15  |
| 04.º | Deportivo Morón   | 36  | 30 | 13 | 10 | 7  | 34 | 27 | 7   |
| 05.º | El Porvenir (7.º) | 31  | 30 | 7  | 17 | 6  | 30 | 28 | 2   |

|  |

|  |                                                            |
|  | Campeón. Ascendió al Nacional B.                           |
|  | Clasificado al Torneo Zonal Sureste.                       |
|  | Clasificados al Torneo Zonal Noroeste.                     |
|  | Clasificado al Torneo Zonal Sureste por ganar el Reducido. |

## Etapa Provincial

### Equipos clasificados a las Etapas Regionales
| #  | Equipo                                   | Localidad           | Región a la que clasificó |
| -- | ---------------------------------------- | ------------------- | ------------------------- |
| 1  | Club Atlético y Social San Martín        | Roberts             | Región Bonaerense         |
| 2  | Club Social y Deportivo Estación Quequén | Estación Quequén    | Región Bonaerense         |
| 3  | Club Deportivo Argentino                 | Pehuajó             | Región Bonaerense         |
| 4  | Club Mercedes                            | Mercedes            | Región Bonaerense         |
| 5  | Club Sportivo Baradero                   | Baradero            | Región Bonaerense         |
| 6  | Club Atlético Ceres Unión                | Ceres               | Región Litoral            |
| 7  | Club Atlético 9 de Julio                 | Rafaela             | Región Litoral            |
| 8  | Club Atlético Argentino                  | Firmat              | Región Litoral            |
| 9  | Club Atlético Alvear                     | Villa Ángela        | Región Litoral            |
| 10 | Club Atlético y Social APINTA            | Mercedes            | Región Litoral            |
| 11 | Club Social y Deportivo San José         | San José            | Región Litoral            |
| 12 | Club Atlético 8 de Diciembre             | Laguna Blanca       | Región Litoral            |
| 13 | Club Social y Deportivo Barrio Obrero    | Puerto Esperanza    | Región Litoral            |
| 14 | Club Atlético San Lorenzo de Alem        | San Fernando        | Región Oeste              |
| 15 | Andino Sport Club                        | La Rioja            | Región Oeste              |
| 16 | Club Atlético Talleres                   | Frías               | Región Oeste              |
| 17 | Club Atlético All Boys                   | Santa Rosa          | Región Sur                |
| 18 | Club Social y Deportivo Sol de Mayo      | Viedma              | Región Sur                |
| 19 | Centro Juventud Antoniana                | Salta               | Región Norte              |
| 20 | Club Deportivo Social Vespucio           | Campamento Vespucio | Región Norte              |

## Región Norte

### Clasificados al Torneo Zonal
| #   | Equipos                  |
| --- | ------------------------ |
| 1.º | Club Atlético San Martín |
| 2.º | Club Atlético Talleres   |

## Región Litoral

### Clasificados al Torneo Zonal
| #   | Equipos                 |
| --- | ----------------------- |
| 1.º | Club Atlético Sarmiento |
| 2.º | Club Atlético Belgrano  |

## Región Oeste

### Clasificados al Torneo Zonal
| #   | Equipos                             |
| --- | ----------------------------------- |
| 1.º | Club Atlético Aeronáutico Sarmiento |
| 2.º | Club Atlético Güemes                |

## Región Bonaerense

### Clasificados al Torneo Zonal
| #   | Equipos                                  |
| --- | ---------------------------------------- |
| 1.º | Club Olimpo                              |
| 2.º | Club Social y Deportivo Estación Quequén |

## Región Cuyo

### Clasificados al Torneo Zonal
| #   | Equipos                  |
| --- | ------------------------ |
| 1.º | Atlético Club San Martín |
| 2.º | Club Atlético Argentino  |

## Región Sur

### Clasificados al Torneo Zonal
| #   | Equipos                             |
| --- | ----------------------------------- |
| 1.º | Club Argentinos del Sud             |
| 2.º | Club Social y Deportivo Sol de Mayo |

## Torneo Zonal

### Zonal Noroeste
|  | Cuartos de final                               | Cuartos de final | Cuartos de final                               | Cuartos de final | Cuartos de final |                                                |                | Semifinales | Semifinales | Semifinales | Semifinales |  |                                    | Final          | Final | Final | Final |  |
|  |                                                |                  |                                                |                  |                  |                                                |                |             |             |             |             |  |                                    |                |       |       |       |  |
|  |                                                |                  |                                                |                  |                  |                                                |                |             |             |             |             |  |                                    |                |       |       |       |  |
|  | Bandera de la Provincia de Entre Ríos          | Belgrano (P)     | 0                                              | 2                |                  |                                                |                |             |             |             |             |  |                                    |                |       |       |       |  |
|  | Bandera de la Provincia de Entre Ríos          | Belgrano (P)     | 0                                              | 2                |                  |                                                |                |             |             |             |             |  |                                    |                |       |       |       |  |
|  | Bandera de la Provincia de Tucumán             | San Martín (T)   | 0                                              | 6                |                  |                                                |                |             |             |             |             |  |                                    |                |       |       |       |  |
|  | Bandera de la Provincia de Tucumán             | San Martín (T)   | 0                                              | 6                |                  | Bandera de la Provincia de Tucumán             | San Martín (T) | 1           | 1           |             |             |  |                                    |                |       |       |       |  |
|  |                                                |                  |                                                |                  |                  | Bandera de la Provincia de Tucumán             | San Martín (T) | 1           | 1           |             |             |  |                                    |                |       |       |       |  |
|  |                                                |                  | Bandera de la Provincia de Córdoba             | Sarmiento (L)    | 0                | 1                                              |                |             |             |             |             |  |                                    |                |       |       |       |  |
|  | Bandera de la Provincia de Córdoba             | Sarmiento (L)    | Bandera de la Provincia de Córdoba             | Sarmiento (L)    | 0                | 1                                              | 0              | 1           | (4)         |             |             |  |                                    |                |       |       |       |  |
|  | Bandera de la Provincia de Córdoba             | Sarmiento (L)    |                                                |                  |                  |                                                |                |             | (4)         |             |             |  |                                    |                |       |       |       |  |
|  | Bandera de la Provincia de Buenos Aires        | Deportivo Morón  | 0                                              | 1                | (3)              |                                                |                |             |             |             |             |  |                                    |                |       |       |       |  |
|  | Bandera de la Provincia de Buenos Aires        | Deportivo Morón  | 0                                              | 1                | (3)              |                                                |                |             |             |             |             |  | Bandera de la Provincia de Tucumán | San Martín (T) | 5     | 0     |       |  |
|  |                                                |                  |                                                |                  |                  |                                                |                |             |             |             |             |  | Bandera de la Provincia de Tucumán | San Martín (T) | 5     | 0     |       |  |
|  |                                                |                  | Bandera de la Provincia de Santiago del Estero | Güemes           | 1                | 1                                              |                |             |             |             |             |  |                                    |                |       |       |       |  |
|  | Bandera de la Provincia de Santiago del Estero | Güemes           | Bandera de la Provincia de Santiago del Estero | Güemes           | 1                | 1                                              | 0              | 3           |             |             |             |  |                                    |                |       |       |       |  |
|  | Bandera de la Provincia de Santiago del Estero | Güemes           |                                                |                  |                  |                                                |                |             |             |             |             |  |                                    |                |       |       |       |  |
|  | Bandera de la Ciudad de Buenos Aires           | Nueva Chicago    | 0                                              | 2                |                  |                                                |                |             |             |             |             |  |                                    |                |       |       |       |  |
|  | Bandera de la Ciudad de Buenos Aires           | Nueva Chicago    | 0                                              | 2                |                  | Bandera de la Provincia de Santiago del Estero | Güemes         | 1           | 2           |             |             |  |                                    |                |       |       |       |  |
|  |                                                |                  |                                                |                  |                  | Bandera de la Provincia de Santiago del Estero | Güemes         | 1           | 2           |             |             |  |                                    |                |       |       |       |  |
|  |                                                |                  | Bandera de la Provincia del Chaco              | Sarmiento (R)    | 1                | 1                                              |                |             |             |             |             |  |                                    |                |       |       |       |  |
|  | Bandera de la Provincia del Chaco              | Sarmiento (R)    | Bandera de la Provincia del Chaco              | Sarmiento (R)    | 1                | 1                                              | 4              | 2           |             |             |             |  |                                    |                |       |       |       |  |
|  | Bandera de la Provincia del Chaco              | Sarmiento (R)    |                                                |                  |                  |                                                |                |             |             |             |             |  |                                    |                |       |       |       |  |
|  | Bandera de la Provincia de Jujuy               | Talleres (P)     | 1                                              | 3                |                  |                                                |                |             |             |             |             |  |                                    |                |       |       |       |  |
|  | Bandera de la Provincia de Jujuy               | Talleres (P)     | 1                                              | 3                |                  |                                                |                |             |             |             |             |  |                                    |                |       |       |       |  |
|  |                                                |                  |                                                |                  |                  |                                                |                |             |             |             |             |  |                                    |                |       |       |       |  |

Nota: Los equipos que figuran en la línea superior de cada cruce, iniciaron las llaves como locales.

### Zonal Sudeste
|  | Cuartos de final                        | Cuartos de final   | Cuartos de final                        | Cuartos de final |   |                                         | Semifinales      | Semifinales | Semifinales | Semifinales | Semifinales |  |                                         | Final  | Final | Final | Final |  |
|  |                                         |                    |                                         |                  |   |                                         |                  |             |             |             |             |  |                                         |        |       |       |       |  |
|  |                                         |                    |                                         |                  |   |                                         |                  |             |             |             |             |  |                                         |        |       |       |       |  |
|  | Bandera de la Provincia de Buenos Aires | El Porvenir        | 2                                       | 0                |   |                                         |                  |             |             |             |             |  |                                         |        |       |       |       |  |
|  | Bandera de la Provincia de Buenos Aires | El Porvenir        | 2                                       | 0                |   |                                         |                  |             |             |             |             |  |                                         |        |       |       |       |  |
|  | Bandera de la Provincia de Mendoza      | San Martín (M)     | 0                                       | 3                |   |                                         |                  |             |             |             |             |  |                                         |        |       |       |       |  |
|  | Bandera de la Provincia de Mendoza      | San Martín (M)     | 0                                       | 3                |   | Bandera de la Provincia de Mendoza      | San Martín (M)   | 2           | 1           |             |             |  |                                         |        |       |       |       |  |
|  |                                         |                    |                                         |                  |   | Bandera de la Provincia de Mendoza      | San Martín (M)   | 2           | 1           |             |             |  |                                         |        |       |       |       |  |
|  |                                         |                    | Bandera de la Provincia de Buenos Aires | Olimpo           | 4 | 5                                       |                  |             |             |             |             |  |                                         |        |       |       |       |  |
|  | Bandera de la Provincia del Chubut      | Argentinos del Sud | Bandera de la Provincia de Buenos Aires | Olimpo           | 4 | 5                                       | 0                | 0           |             |             |             |  |                                         |        |       |       |       |  |
|  | Bandera de la Provincia del Chubut      | Argentinos del Sud |                                         |                  |   |                                         |                  |             |             |             |             |  |                                         |        |       |       |       |  |
|  | Bandera de la Provincia de Buenos Aires | Olimpo             | 5                                       | 4                |   |                                         |                  |             |             |             |             |  |                                         |        |       |       |       |  |
|  | Bandera de la Provincia de Buenos Aires | Olimpo             | 5                                       | 4                |   |                                         |                  |             |             |             |             |  | Bandera de la Provincia de Buenos Aires | Olimpo | 1     | 0     |       |  |
|  |                                         |                    |                                         |                  |   |                                         |                  |             |             |             |             |  | Bandera de la Provincia de Buenos Aires | Olimpo | 1     | 0     |       |  |
|  |                                         |                    | Bandera de la Provincia de Buenos Aires | Estación Quequén | 1 | 1                                       |                  |             |             |             |             |  |                                         |        |       |       |       |  |
|  | Bandera de la Provincia del Río Negro   | Sol de Mayo        | Bandera de la Provincia de Buenos Aires | Estación Quequén | 1 | 1                                       | 2                | 2           |             |             |             |  |                                         |        |       |       |       |  |
|  | Bandera de la Provincia del Río Negro   | Sol de Mayo        |                                         |                  |   |                                         |                  |             |             |             |             |  |                                         |        |       |       |       |  |
|  | Bandera de la Provincia de Buenos Aires | Estación Quequén   | 1                                       | 4                |   |                                         |                  |             |             |             |             |  |                                         |        |       |       |       |  |
|  | Bandera de la Provincia de Buenos Aires | Estación Quequén   | 1                                       | 4                |   | Bandera de la Provincia de Buenos Aires | Estación Quequén | 1           | 0           | (8)         |             |  |                                         |        |       |       |       |  |
|  |                                         |                    |                                         |                  |   | Bandera de la Provincia de Buenos Aires | Estación Quequén | 1           | 0           | (8)         |             |  |                                         |        |       |       |       |  |
|  |                                         |                    | Bandera de la Provincia de Buenos Aires | Almagro          | 0 | 1                                       | (7)              |             |             |             |             |  |                                         |        |       |       |       |  |
|  | Bandera de la Provincia de Mendoza      | Argentino (M)      | Bandera de la Provincia de Buenos Aires | Almagro          | 0 | 1                                       | (7)              | 0           | 2           |             |             |  |                                         |        |       |       |       |  |
|  | Bandera de la Provincia de Mendoza      | Argentino (M)      |                                         |                  |   |                                         |                  |             |             |             |             |  |                                         |        |       |       |       |  |
|  | Bandera de la Provincia de Buenos Aires | Almagro            | 0                                       | 3                |   |                                         |                  |             |             |             |             |  |                                         |        |       |       |       |  |
|  | Bandera de la Provincia de Buenos Aires | Almagro            | 0                                       | 3                |   |                                         |                  |             |             |             |             |  |                                         |        |       |       |       |  |
|  |                                         |                    |                                         |                  |   |                                         |                  |             |             |             |             |  |                                         |        |       |       |       |  |

Nota: Los equipos que figuran en la línea superior de cada cruce, iniciaron las llaves como locales.

### Ascendidos a la B Nacional

Club Atlético San Martín (Torneo del Interior)
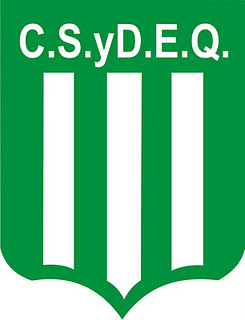
Club Social y Deportivo Estación Quequén (Torneo del Interior)

## Torneo Reducido
Los 2 equipos vencedores de los Torneos Zonales, más el campeón del Torneo de Primera B 1987-88, además de obtener el ascenso a la Primera B Nacional, ganaron el derecho a disputar un Torneo Reducido con los mejores equipos de la segunda división, ranqueados del 2.º al 10.º. En todos los casos, los equipos de la Primera B Nacional fueron beneficiados con ventajas deportivas con relación los 3 ascendidos, pudiendo definir las llaves de local, o bien para pasar de ronda en caso de empate global.

### Cuadro de desarrollo

Club Atlético San Martín (Ascendido a Primera División por el Torneo del Interior)

|  | Octavos de final | Octavos de final | Octavos de final | Octavos de final |   |    | Cuartos de final | Cuartos de final | Cuartos de final | Cuartos de final |   |    | Semifinales    | Semifinales | Semifinales | Semifinales |  |                | Final          | Final | Final | Final |  |
|  |                  |                  |                  |                  |   |    |                  |                  |                  |                  |   |    |                |             |             |             |  |                |                |       |       |       |  |
|  |                  |                  |                  |                  |   |    |                  |                  |                  |                  |   |    |                |             |             |             |  |                |                |       |       |       |  |
|  | 4°               | Chaco For Ever   | 3                | 1                |   |    |                  |                  |                  |                  |   |    |                |             |             |             |  |                |                |       |       |       |  |
|  | 4°               | Chaco For Ever   | 3                | 1                |   |    |                  |                  |                  |                  |   |    |                |             |             |             |  |                |                |       |       |       |  |
|  | SE               | Estación Quequén | 1                | 1                |   |    |                  |                  |                  |                  |   |    |                |             |             |             |  |                |                |       |       |       |  |
|  | SE               | Estación Quequén | 1                | 1                |   | 4° | Chaco For Ever   | 0                | 2                |                  |   |    |                |             |             |             |  |                |                |       |       |       |  |
|  |                  |                  |                  |                  |   | 4° | Chaco For Ever   | 0                | 2                |                  |   |    |                |             |             |             |  |                |                |       |       |       |  |
|  |                  |                  | 8°               | Colón            | 1 | 1  |                  |                  |                  |                  |   |    |                |             |             |             |  |                |                |       |       |       |  |
|  | 8°               | Colón            | 8°               | Colón            | 1 | 1  | 0                | 1                |                  |                  |   |    |                |             |             |             |  |                |                |       |       |       |  |
|  | 8°               | Colón            |                  |                  |   |    |                  |                  |                  |                  |   |    |                |             |             |             |  |                |                |       |       |       |  |
|  | 9°               | Atlético Tucumán | 1                | 0                |   |    |                  |                  |                  |                  |   |    |                |             |             |             |  |                |                |       |       |       |  |
|  | 9°               | Atlético Tucumán | 1                | 0                |   |    |                  |                  |                  |                  |   | 4° | Chaco For Ever | 0           | 1           |             |  |                |                |       |       |       |  |
|  |                  |                  |                  |                  |   |    |                  |                  |                  |                  |   | 4° | Chaco For Ever | 0           | 1           |             |  |                |                |       |       |       |  |
|  |                  |                  | 7°               | Huracán          | 1 | 0  |                  |                  |                  |                  |   |    |                |             |             |             |  |                |                |       |       |       |  |
|  | 7°               | Huracán          | 7°               | Huracán          | 1 | 0  | 3                | 2                |                  |                  |   |    |                |             |             |             |  |                |                |       |       |       |  |
|  | 7°               | Huracán          |                  |                  |   |    |                  |                  |                  |                  |   |    |                |             |             |             |  |                |                |       |       |       |  |
|  | 10°              | Douglas Haig     | 0                | 2                |   |    |                  |                  |                  |                  |   |    |                |             |             |             |  |                |                |       |       |       |  |
|  | 10°              | Douglas Haig     | 0                | 2                |   | 6° | Belgrano         | 1                | 1                |                  |   |    |                |             |             |             |  |                |                |       |       |       |  |
|  |                  |                  |                  |                  |   | 6° | Belgrano         | 1                | 1                |                  |   |    |                |             |             |             |  |                |                |       |       |       |  |
|  |                  |                  | 7°               | Huracán          | 3 | 1  |                  |                  |                  |                  |   |    |                |             |             |             |  |                |                |       |       |       |  |
|  | 6°               | Belgrano         | 7°               | Huracán          | 3 | 1  | 0                | 4                |                  |                  |   |    |                |             |             |             |  |                |                |       |       |       |  |
|  | 6°               | Belgrano         |                  |                  |   |    |                  |                  |                  |                  |   |    |                |             |             |             |  |                |                |       |       |       |  |
|  | B                | Talleres         | 0                | 1                |   |    |                  |                  |                  |                  |   |    |                |             |             |             |  |                |                |       |       |       |  |
|  | B                | Talleres         | 0                | 1                |   |    |                  |                  |                  |                  |   |    |                |             |             |             |  | Chaco For Ever | Chaco For Ever | 0     | 0     |       |  |
|  |                  |                  |                  |                  |   |    |                  |                  |                  |                  |   |    |                |             |             |             |  | Chaco For Ever | Chaco For Ever | 0     | 0     |       |  |
|  |                  |                  | San Martín (T)   | San Martín (T)   | 1 | 2  |                  |                  |                  |                  |   |    |                |             |             |             |  |                |                |       |       |       |  |
|  |                  |                  | San Martín (T)   | San Martín (T)   | 1 | 2  |                  |                  |                  |                  |   |    |                |             |             |             |  |                |                |       |       |       |  |
|  |                  |                  |                  |                  |   |    |                  |                  |                  |                  |   |    |                |             |             |             |  |                |                |       |       |       |  |
|  |                  |                  |                  |                  |   |    |                  |                  |                  |                  |   |    |                |             |             |             |  |                |                |       |       |       |  |
|  |                  |                  |                  |                  |   |    |                  |                  |                  |                  |   |    |                |             |             |             |  |                |                |       |       |       |  |
|  |                  |                  |                  |                  |   |    |                  |                  |                  |                  |   |    |                |             |             |             |  |                |                |       |       |       |  |
|  |                  |                  |                  |                  |   |    |                  |                  |                  |                  |   |    |                |             |             |             |  |                |                |       |       |       |  |
|  |                  |                  |                  |                  |   |    |                  |                  |                  |                  |   |    |                |             |             |             |  |                |                |       |       |       |  |
|  |                  |                  |                  |                  |   |    |                  |                  |                  |                  |   |    |                |             |             |             |  |                |                |       |       |       |  |
|  |                  |                  |                  |                  |   |    |                  |                  |                  |                  |   |    |                |             |             |             |  |                |                |       |       |       |  |
|  |                  |                  |                  |                  |   |    |                  | 2°               | Quilmes          | 0                | 1 |    |                |             |             |             |  |                |                |       |       |       |  |
|  |                  |                  |                  |                  |   |    |                  |                  |                  |                  | 1 |    |                |             |             |             |  |                |                |       |       |       |  |
|  |                  |                  | NE               | San Martín (T)   | 0 | 2  |                  |                  |                  |                  |   |    |                |             |             |             |  |                |                |       |       |       |  |
|  |                  |                  | NE               | San Martín (T)   | 0 | 2  |                  |                  |                  |                  |   |    |                |             |             |             |  |                |                |       |       |       |  |
|  |                  |                  |                  |                  |   |    |                  |                  |                  |                  |   |    |                |             |             |             |  |                |                |       |       |       |  |
|  |                  |                  |                  |                  |   |    |                  |                  |                  |                  |   |    |                |             |             |             |  |                |                |       |       |       |  |
|  |                  | 3°               | Cipolletti       | 2                | 1 |    |                  |                  |                  |                  |   |    |                |             |             |             |  |                |                |       |       |       |  |
|  |                  |                  |                  |                  | 1 |    |                  |                  |                  |                  |   |    |                |             |             |             |  |                |                |       |       |       |  |
|  |                  |                  | NE               | San Martín (T)   | 5 | 1  |                  |                  |                  |                  |   |    |                |             |             |             |  |                |                |       |       |       |  |
|  | 5°               | Tigre            | NE               | San Martín (T)   | 5 | 1  | 0                | 0                |                  |                  |   |    |                |             |             |             |  |                |                |       |       |       |  |
|  | 5°               | Tigre            |                  |                  |   |    |                  |                  |                  |                  |   |    |                |             |             |             |  |                |                |       |       |       |  |
|  | NE               | San Martín (T)   | 1                | 1                |   |    |                  |                  |                  |                  |   |    |                |             |             |             |  |                |                |       |       |       |  |
|  | NE               | San Martín (T)   | 1                | 1                |   |    |                  |                  |                  |                  |   |    |                |             |             |             |  |                |                |       |       |       |  |
|  |                  |                  |                  |                  |   |    |                  |                  |                  |                  |   |    |                |             |             |             |  |                |                |       |       |       |  |

- Club Atlético San Martín
(Ascendido a Primera División por el Torneo del Interior)